# Yani Gellman
Pour les articles homonymes, voir Gellman.
Yani Gellman, né le 2 septembre 1985 à Miami, en Floride, est un acteur canadien. Il est connu pour son rôle de Paolo Valisari dans Lizzie McGuire, le film et pour celui de Garrett Reynolds dans Pretty Little Liars.

## Biographie
Yani est né en 1985 à Miami en Floride. Il est le fils d'un père canadien et d'une mère australienne. Son père était reporter et à cause de ça, Yani a déménagé beaucoup durant son enfance. Il a vécu en Australie, en Espagne (où il a appris à parler espagnol) et au Texas. Sa famille décide par la suite de s'établir à Toronto au Canada.

## Filmographie

### Cinéma
- 2000 : Urban Legend 2 : Coup de grâce (Urban Legends: Final Cut) de John Ottman : Rob
- 2001 : Jason X de James Isaac : Stoney
- 2003 : Lizzie McGuire, le film (The Lizzie McGuire Movie) de Jim Fall : Paolo
- 2017 : In The Deep de Johannes Roberts : Louis

### Télévision

#### Téléfilms
- 2000 : Les enfants de mon coeur (Children of My Heart) de Keith Ross Leckie : Mederic
- 2001 : Au-delà de l'infidélité (Sex, Lies & Obsession) de Douglas Barr : Romeo
- 2001 : Boss of Bosses (en) de Dwight H. Little : Paul Castellano, jeune
- 2002 : The Matthew Shepard Story de Roger Spottiswoode : Pablo
- 2002 : Bienvenue chez Trudy (Tru Confessions) de Paul Hoen : Billy Meyer
- 2009 : Degrassi Goes Hollywood (en) de Stefan Brogren : The Shores Boy
- 2014 : Au cœur de la tempête (Category 5) de Rob King : Pete Keller
- 2015 : Dans l'engrenage de l'amour (Trigger Point) de Philippe Gagnon : Jared Church
- 2017 : The Saint de Simon West : Doyle Cosentino

#### Séries télévisées
- 1998 : Chair de poule : le jeune garçon (2 épisodes - saison 4, épisodes 7 et 8)
- 1998 : Animorphs : Brad (saison 1, épisode 13)
- 2000 : Jett Jackson (The Famous Jett Jackson) : JB Follower (saison 2, épisode 26)
- 2001 : En quête de preuves (Blue Murder) : Patrick Lee (saison 1, épisode 8)
- 2002 : Guenièvre Jones (Guinevere Jones) : Michael Medina (rôle principal, 26 épisodes[1])
- 2002 : Mentors : le roi Toutânkhamon (saison 4, épisode 9)
- 2003-2004 : Méthode Zoé / Simplement Zoé (Wild Card) : Ryder (8 épisodes[2])
- 2006-2007 : Monster Warriors : Antonio (32 épisodes[3])
- 2008-2011 : Les Feux de l'amour (The Young and the Restless) : Rafe Torres (86 épisodes[4])
- 2009 : Retour à Lincoln Heights (Lincoln Heights) : Marco Gutierrez (2 épisodes[5] - saison 4, épisodes 4 et 5)
- 2010 : Greek : Pete (3 épisodes[6])
- 2011-2012 : Pretty Little Liars : Garrett Reynolds (23 épisodes[7])
- 2012 : 90210 Beverly Hills : Nouvelle Génération (90210) : Diego Flores (7 épisodes[8])
- 2012 : Pretty Dirty Secrets : Garrett Reynolds (3 épisodes[9])
- 2012 : Le Mentaliste (Mentalist) : Julian Gallego (saison 5, épisode 2)
- 2012 : Beauty and the Beast : Sam (saison 1, épisode 3)
- 2013 : Esprits criminels (Criminal Minds) : Mitchell Ruiz (saison 8, épisode 15)
- 2013 : Les Experts (CSI: Crime Scene Investigation) : Doug Lasky (saison 13, épisode 21)
- 2013 : La Liste (The Client List) : Diego Shankman (saison 2, épisode 11)
- 2014 : Castle : Manny Castro (saison 6, épisode 21)
- 2014 : Major Crimes : Dante Gomez (saison 3, épisode 2)
- 2015 : Blood and Oil : le conducteur (saison 1, épisode 1)
- 2015 : Saving Hope, au-delà de la médecine (Saving Hope) : Kyle Sawyer (saison 4, épisode 4)
- 2015 : iZombie : Gabriel (2 épisodes[10] - saison 2, épisodes 4 et 5)
- 2015 : Les Experts : Cyber (CSI: Cyber) : Jackson Richmond (saison 2, épisode 10)
- 2018 : Dynastie : Manuel